# Ahsen Eroğlu

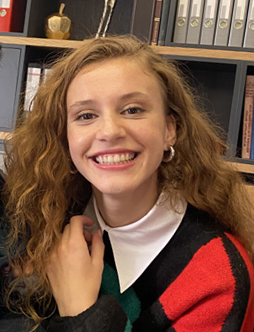
Ahsen Eroğlu

Ahsen Eroğlu (* 27. Oktober 1994 in Çorlu) ist eine türkische Schauspielerin.

## Leben und Karriere
Eroğlu wurde am 27. Oktober 1994 in Çorlu geboren. Ihre Familie sind türkische Einwanderer aus Bulgarien. Sie studierte an der Ege Üniversitesi. Später erhielt sie Schauspielunterricht bei Sahne 3MOTA. Ihr Debüt gab sie 2015 in der Serie Bir Modern Habil Kabil Hikayesi. Danach spielte Eroğlu in der Fernsehserie Muhteşem Yüzyıl: Kösem, anschließend trat sie in den Serien Anne, Kızlarım İçin, und İstanbullu Gelin auf.
Ihre erste Hauptrolle hatte Eroğlu in der Serie Kuzgun. Ihre nächste Hauptrolle bekam sie 2019 in der Serie Menajerimi Ara. 2020 spielte sie in dem Kinofilm Sardunya mit. Seit 2022 spielt sie in der Netflixserie Merve Kült mit.

## Filmografie
Filme
- 2018: Titanyum
- 2018: Zomerbroeders
- 2019: Aylin
- 2020: Last Hours of Eve
- 2020: Sardunya
- 2023: Do Not Disturb

Serien
- 2015: Bir Modern Habil Kabil Hikayesi
- 2016: Muhteşem Yüzyıl: Kösem
- 2016–2017: Anne
- 2017–2018: Kızlarım İçin
- 2019: Kuzgun
- 2020–2021: Menajerimi Ara
- 2022: Merve Kült
- 2024: Ersan Kuneri

## Auszeichnungen
- 2021: Ausgezeichnet mit dem Preis Sinema Port Awards in der Kategorie „Bestes Debüt einer Schauspielerin“[6]
- 2021: Ausgezeichnet mit dem Preis Young Witch Award[7]
- 2021: Ausgezeichnet mit dem Preis Altın Kelebek